# Balta amplior
Balta amplior är en kackerlacksart som beskrevs av Morgan Hebard 1943. Balta amplior ingår i släktet Balta och familjen småkackerlackor. Inga underarter finns listade.